# Meteorit

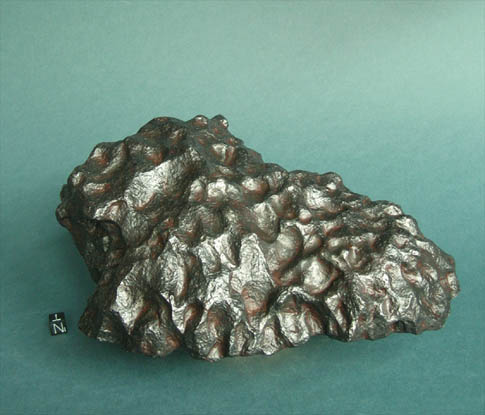
Meteorit feros (cu masa de 8 kg)

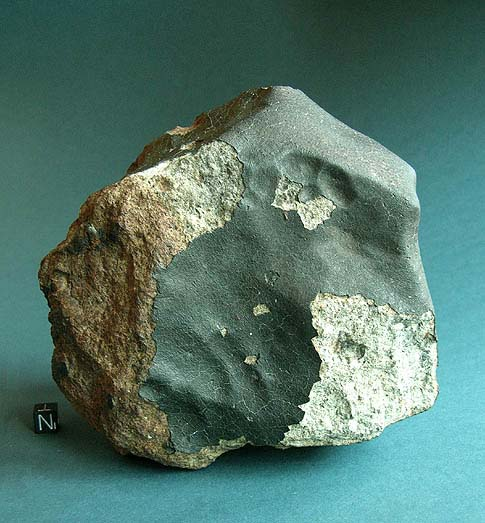
Meteorit pietros (chondrită)

Meteoriții sunt obiecte de proveniență spațială ajunse pe suprafața Pământului ca urmare a arderii incomplete în atmosferă a meteoroizilor (bucăți de diverse dimensiuni de fier și rocă, rezultate în special în urma coliziunii dintre asteroizi).

## Caracteristici
Există trei mari categorii de meteoriți:
- meteoriți pietroși, sau „aerolitici”, care sunt cei mai comuni și sunt formați din piroxen, olivină și plagioclazi, minerale silicioase și o oarecare cantitate de nichel-fier. Aceștia se subdivid în chondrite și achondrite.
- meteoriți feroși, sau „siderolitici”, care sunt compuși în cea mai mare parte din aliaje nichel-fier.
- meteoriți micști, sau „pietroși-feroși”, ca de exemplu pallasitele, sunt rari și conțin amestecuri de silicați și aliaj nichel-fier.

Unii meteoroizi (din a căror ardere incompletă provin meteoriții) s-au putut forma și în urma dezintegrării cometelor în fragmente. Fenomenul luminos provocat de căderea prin atmosferă a unui corp solid de dimensiuni mici se numește meteor (A nu se confunda cu meteorism!). Fragmentele de cometă pot avea o energie de ciocnire asemănătoare cu cea a fragmentelor de asteroizi, dar zboară cu o viteză mult mai mare și sunt mult mai mici. Din această cauză pe Pământ încă nu au fost găsite resturi de comete, ci numai resturi de asteroizi.

## Cazuri de meteoriți tereștri

Meteoroid >> meteor >> meteorit

Mulți meteoroizi cad spre Pământ, dar majoritatea ard din cauza frecării cu aerul încă înainte să atingă Pământul, în momentul intrării lor în straturile înalte ale atmosferei. Există însă și cazuri în care meteoroizii mari și chiar gigantici au intrat în atmosfera Pământului, nearzând complet și rezultând astfel meteoriții. Așa s-a 3 întâmplat cu meteoritul Chicxulub (cuvânt din limba yucatec-maya care se pronunță /tʃʼik.ʃu.luɓ/ - Cicșulub, v. AFI), care a căzut pe Pământ acum circa 66 milioane de ani și a provocat printre altele un crater de 180 km în diametru cunoscut sub denumirea de craterul Chicxulub. Mărimea meteoroidului care a intrat în atmosferă se apreciază că ar fi fost de cel puțin 10 km. Locul impactului se află în mare, nu departe de coasta nordică a peninsulei Yucatán și de orășelul Chicxulub din Mexic. Craterul de sub mare a stat îngropat în sedimente pietroase, din care cauză el nu a suferit erodări naturale și s-a păstrat foarte bine până în zilele noastre. Una din teoriile referitoare la extincția dinozaurilor este „ipoteza Alvarez” bazată pe ciocnirea meteoritului Chicxulub de Pământ.
Cel mai mare meteorit care a lovit Pământul în epoca modernă este cel căzut la 30 iunie 1908 la nord de râul Tunguska, deci acum circa 100 de ani, în Siberia centrală — în taiga (60° 55’ nord, 101° 57’ est). Explozia a doborât copaci numeroși, distrugând păduri cu o suprafață de circa 2.000 km2. Fenomenul Tunguska nu este încă elucidat, negăsindu-se încă resturi din meteorit, și nici urmele unui crater. Cea mai răspândită teorie susține că acesta a fost un corp solid (o stâncă) cu un diametru de circa 50 m, care a explodat cu o forță echivalentă cu aproximativ 10-15 megatone  de trinitrotoluen (ceea ce corespunde la circa 1.000 de bombe atomice Hiroșima), la aproximativ 6 km deasupra solului. Explozia nu a produs victime umane, deoarece zona este aproape pustie, însă o asemenea explozie ar putea distruge în întregime chiar și un oraș de mărimea Bucureștiului. Actualmente (2008) este cercetat micul lac Ceco din apropierea epicentrului exploziei, care ar putea să fi luat naștere chiar în craterul căutat.
Craterele care se găsesc pe Lună sunt datorate tot meteoriților, dar din cauza lipsei atmosferei, nu există eroziune care să le estompeze cu timpul, așa cum se întâmplă pe Pământ.

## Zone de impact ale meteoriților
Pe Pământ există în jur de 150 asemenea structuri confirmate.

## Origini
Mare parte din cei 22.000 de meteoriți găsiți pe Pământ sunt resturi din centura de asteroizi. Doar 18 din ei se pare că provin de pe Lună, și numai 14 de pe Marte. Unii ar putea să provină din comete.
Cele mai probabile locuri unde pot fi găsiți meteoriți sunt cele deschise, cum sunt câmpurile de gheață și deșerturile, unde nu au fost îngropați de sedimente sau roci, acoperiți de vegetație sau îngropați sub construcții. Numai în Antarctica au fost colecționate 17.000 de eșantioane de meteoriți!

## Utilizarea umană
Deși utilizarea metalului găsit în meteoriți este înregistrată și în miturile multor țări și culturi, unde o sursă cerească era adesea recunoscută, documentarea științifică a început abia în ultimele câteva secole.
Căderea meteoritului ar fi putut fi o sursă de cult. Cultul de la Templul lui Artemis din Efes, una dintre cele șapte minuni ale lumii antice, ar fi putut avea originea odată cu observarea și descoperirea unui meteorit despre care contemporanii credeau că a căzut pe pământ de la Jupiter, principala zeitate romană.
O piatră neagră încorporată în peretele Kaaba a fost adesea considerată a fi un meteorit, dar dovezile limitate pentru acest lucru sunt neconcludente.
Civilizațiile antice foloseau meteoriți în obiecte decorative, inclusiv în bijuterii, cu cel puțin cinci mii de ani în urmă. S-a descoperit că o mărgele găsită într-un loc de înmormântare din Egipt a fost făcută dintr-un meteorit de fier și o mărgele datată cu ceva timp între 3350 și 3600 î.Hr. Examinarea unei statui a lui Buddha adusă în Europa în timpul erei naziste a arătat că statuia a fost sculptată dintr-o bucată de meteorit Chinga între secolele al VIII-lea și al X-lea. Deși nu este un ornament, arată că mărgele egipteană nu a fost un caz izolat de civilizații antice care foloseau meteoriți pentru decorare.
O figurină budistă antică, găsită de o expediție germană în anii treizeci ai secolului trecut în Tibet, a fost sculptată, după cum sa dovedit, din fier meteoric rar. Vârsta figurinei cu o svastica pe stomac, conform cercetătorilor, este de aproximativ 1000 de ani. Este realizat dintr-un aliaj de fier cu un conținut ridicat de nichel – probabil dintr-o bucată din meteorit Chinga care a căzut pe Pământ în urmă cu aproximativ 15.000 de ani.